# 21359 Geng
21359 Geng este un asteroid din centura principală de asteroizi.

## Descriere
21359 Geng este un asteroid din centura principală de asteroizi. A fost descoperit pe 6 aprilie 1997 la Socorro, New Mexico, în cadrul proiectului LINEAR. Asteroidul prezintă o orbită caracterizată de o semiaxă mare de 2,94 ua, o excentricitate de 0,03 și o înclinație de 0,7° în raport cu ecliptica.